# Alexandra Schreiber
Alexandra Schreiber (Ratisbona, RFA, 13 de abril de 1963) es una deportista alemana que compitió para la RFA en judo. Ganó dos medallas en el Campeonato Mundial de Judo en los años 1986 y 1987, y siete medallas en el Campeonato Europeo de Judo entre los años 1981 y 1992.
Participó en los Juegos Olímpicos de Barcelona 1992, donde finalizó quinta en la categoría de –66 kg.

## Palmarés internacional
| Representando a la RFA   |                           |                   |           |
| Campeonato Mundial       |                           |                   |           |
| Año                      | Lugar                     | Medalla           | Categoría |
| 1986                     | Maastricht (Países Bajos) | Medalla de bronce | –66 kg    |
| 1987                     | Essen (RFA)               | Medalla de oro    | –66 kg    |
| Campeonato Europeo       |                           |                   |           |
| Año                      | Lugar                     | Medalla           | Categoría |
| 1981                     | Madrid (España)           | Medalla de plata  | –66 kg    |
| 1983                     | Génova (Italia)           | Medalla de bronce | –66 kg    |
| 1986                     | Londres (Reino Unido)     | Medalla de plata  | –66 kg    |
| 1988                     | Pamplona (España)         | Medalla de oro    | –66 kg    |
| 1989                     | Helsinki (Finlandia)      | Medalla de plata  | –66 kg    |
| 1990                     | Fráncfort (RFA)           | Medalla de oro    | –66 kg    |
| Representando a Alemania |                           |                   |           |
| Campeonato Europeo       |                           |                   |           |
| Año                      | Lugar                     | Medalla           | Categoría |
| 1992                     | París (Francia)           | Medalla de bronce | –66 kg    |